# 日野病院 (堺市)
日野病院（ひのびょういん）は、社会医療法人頌徳会が大阪府堺市東区北野田に設置する病院。

## 診療科
- 内科[1]
- 脳神経外科[1]
- 整形外科[1]
- 外科[1]
- 神経内科[1]

## 医療機関の指定・認定
（下表の出典）
| 保険医療機関                                   | 労災保険指定病院                     |
| 生活保護法指定病院                             | 指定自立支援病院（更生医療）         |
| 特定疾患治療研究事業委託医療機関               | 原子爆弾被害者一般疾病医療取扱病院   |
| DPC対象病院                                    | 指定自立支援医療機関（精神通院医療） |
| 身体障害者福祉法指定医の配置されている医療機関 | 在宅療養支援病院                     |
| 公害医療機関                                   |                                      |

- 救急告示病院（二次救急）[3]

## 交通アクセス
- 南海高野線「北野田駅」より徒歩約15分又は無料送迎バスを運行している[4]。